# Herezja parafrazy
Herezja parafrazy (ang. the heresy of paraphrase) – według szkoły New Criticism błąd polegający na próbie omówienia treści tekstu literackiego, szczególnie poetyckiego, innymi słowami lub zredukowaniu go do jego treści, z pominięciem sposobu jej wyrażenia. Próba taka powoduje oderwanie treści utworu od jego formy, a tym samym zniszczenie autonomicznej, spójnej i organicznej całości, jaką jest utwór literacki. Pojęcie herezji parafrazy zostało wprowadzone przez Cleantha Brooksa w książce The Well Wrought Urn: Studies in the Structure of Poetry, wydanej w 1947 roku.